# Port lotniczy Ciudad Juárez
Port lotniczy Ciudad Juárez (IATA: CJS, ICAO: MMCS) – port lotniczy położony w Ciudad Juárez, w stanie Chihuahua, w Meksyku.